# Bonança (Osasco)

Vista aérea do bairro Bonança

Localização do Bonança em Osasco

Bonança é um bairro localizado em Osasco, São Paulo, Brasil. Sendo delimitado ao Norte pelo bairro Três Montanhas ;  A  Leste com o bairro Distrito Industrial Anhanguera ao Sul com os bairros Baronesa e Portal D'Oeste; a Oeste com  o município de  Barueri. Os loteamentos de formação do bairro são: Portal D’oeste (Gleba II) e Jardim Bonança II (Parte).

## Principais vias
- Avenida João Ventura dos Santos
- Rua Roberto Carlos Sasounian
- Rua Sérgio Ribeiro da Silva[1]